# 夏生さえり
夏生 さえり（なつお さえり、1990年8月25日 - ）は、日本の作家。本名非公開。フリーライター、編集者、プランナーなどの活動を行っている。
山口県出身。青山学院大学文学部心理学科卒。

## 略歴
女性から共感を集める恋愛ツイートで注目を集め、多くの若い女性から支持を得ているフリーライター。2019年9月現在 Twitterのフォロワー約14万人、Instagramのフォロワー約2.6万人を超える。
大学卒業後、出版社へ勤務。その後、株式会社LIGでWebメディアの編集を経験し、2016年4月にフリーライターとして独立。2019年からはコンテンツスタジオ・株式会社チョコレイト（CHOCOLATE Inc.）に所属し、プランナー・ストーリーメーカーとしても活動している。
作家としての活動も始め、著書に「今日は、自分を甘やかす　いつもの毎日をちょっと愛せるようになる48のコツ」（ディスカヴァー・トゥエンティワン）、「やわらかい明日をつくるノート ~想像がふくらむ102の質問」（大和書房）がある。
2019年1月23日に結婚。
元々「さえり」名義で活動していたが、本の出版にあたり苗字をつけた「夏生さえり」はペンネーム。夏生は「夏生まれだからつけた」と語っている。

## 著書
- 今日は、自分を甘やかす　いつもの毎日をちょっと愛せるようになる48のコツ（ディスカヴァー・トゥエンティワン）2017年4月20日[8]
- 口説き文句は決めている（クラーケン） 2017年8月9日[9]
- やわらかい明日をつくるノート ~想像がふくらむ102の質問（大和書房）2018年5月17日[10]
- 揺れる心の真ん中で（幻冬舎単行本）2019年9月18日

## 脚本

### アニメ
- その時、カノジョは。（2018年）
- タナバタノオト（2019年） - ストーリー原案
- 実験都市DIVER CITY（2020年） - 竹林亮、白武ときおと共同

### 映画
- MONDAYS/このタイムループ、上司に気づかせないと終わらない（2022年） - 竹林亮と共同脚本、企画としても参加

## 出演
- 香りと言葉のラジオ「NOSE knows」（2022年10月11日～）- ポッドキャスト

## 音楽

### 作詞
- 『シュガーレスビターガール』(2017年6月、歌:キチョハナカンシャ) - 2017年6月、キチョハナカンシャ2期生が新曲として披露[11][12]。